# هيلين بلاك
هيلين بلاك (بالإنجليزية: Helen McKenzie Black)‏ هي عاملة إجتماعية نيوزيلندية، ولدت في 16 أغسطس 1896 في أبردين في المملكة المتحدة، وتوفيت في 17 أكتوبر 1963.